# 皆藤製作所
皆藤製作所（かいどうせいさくしょ）とは滋賀県草津市に本社を置く日本の株式会社。

## 概要
リチウムイオン電池やコンデンサなどの製造装置を製造・販売する。特に電池やコンデンサを製造する時に複数の素材を円筒状に丸める「巻取機」の製造技術で高い製作能力を持ち、国内で大きなシェアを持つ。2022年（令和4年）時点での従業員数は約100人である。

## 工場
- 本社工場 - 滋賀県草津市東草津2丁目9-61[1]
- 瀬田工場 - 滋賀県大津市月輪1丁目7-1[1]
- 長崎工場 - 長崎県長崎市田中町513番2[1]

工場の他、京都連絡所と台湾連絡所も設置されている。

## 沿革
- 1959年（昭和34年）1月15日 - 京都で個人創業。
- 1965年（昭和40年） - 株式会社となる。
- 1978年（昭和53年） - 滋賀工場を設立する。
- 1985年（昭和60年） - 滋賀工場にて1次増築を行う。
- 1988年（昭和63年） - 滋賀工場にて2次増築を行う。同年、瀬田研修所（クラブハウス）が竣工する。
- 2000年（平成12年） - 滋賀工場にて3次増設を行う。同年、クリーンルームを新設する。
- 2005年（平成17年） - 滋賀工場の新棟が竣工する。新棟は大型設備の生産工場として建設された。
- 2008年（平成20年） - ドライルーム（クリーン環境）の設置を行う。
- 2010年（平成22年） - ISO9001適合認証を取得する。
- 2011年（平成23年） - ISO14001適合認証を取得する。
- 2012年（平成24年） - 瀬田工場の用地を取得。
- 2015年（平成27年） - 瀬田工場の量産体制が整い、同工場での生産が本格的に稼働する。
- 2019年（平成31年・令和元年） - 瀬田第七工場が竣工し、同年より稼働を開始する。
- 2023年（令和5年） - 長崎工場の建設を開始する。同年10月、鈴木史朗（第36代長崎市長）が本社を訪問し、生産現場を視察する[4]。
- 2024年（令和6年） - 同年10月より長崎工場の稼働を開始する予定[3]。同工場建設に関する解説は後述。

（出典：）

## 備考

### リチウムイオン電池の開発協力
皆藤製作所はリチウムイオン電池の開発でノーベル化学賞を受賞した吉野彰と世界初の自動巻取機を実用化した会社である。リチウムイオン電池には懐疑的で技術開発に協力的ではないメーカーが多かった中、皆藤製作所は真剣に向き合った。

### 長崎市での新工場建設
皆藤製作所は長崎県長崎市田中町に2024年（令和6年）10月稼働を目標に新工場を建設している。電気自動車専用の電池の需要拡大を見込んで、先行投資で増産に備える。2023年（令和5年）5月27日に長崎県・長崎市と新工場の立地協定を結んだ。5年間で35人の雇用を予定している。立地場所は西九州新幹線のトンネル工事の残土で造成した土地で、その上に鉄骨2階建ての工場を設置する。広さは約2万2000平方メートル。設置当初は装置の一部を製造してから大津市にあるマザー工場に送る役割であるが、将来的には装置を完成まで組み立てできるようにするのを目指す。